# St. Andrä im Lungau
St. Andrä im Lungau é um município da Áustria, situado no distrito de Tamsweg, no estado de Salzburgo. Tem 10,5 km² de área e sua população em 2019 foi estimada em 761 habitantes.